# 코로늄

태양 코로나가 보이는 일식.

코로늄(Coronium)은 19세기에 제안된 화학 원소의 이름이다. 태양 코로나에서 영감을 받은 이 이름은 1887년 그륀발트가 붙였다. 태양 코로나에서 새로 발견된 얇은 녹색 선은 당시 실험실 환경에서는 볼 수 없었던 새로운 원소에서 방출되는 것으로 여겨졌다. 나중에 이 선이 철 (Fe13+)에서 방출되는 것으로 밝혀졌는데, 이온화가 너무 심해서 당시에는 실험실에서 생산할 수 없었다.

## 태양 분광학
1869년 8월 7일 개기일식 동안 찰스 오거스터스 영 (1834~1908년)과 윌리엄 하크니스 (1837~1903년)는 각각 코로나 스펙트럼에서 파장 530.3 nm의 녹색 방출선을 독자적으로 관측했다. 이 선이 알려진 어떤 물질의 것과도 일치하지 않았기 때문에, 미지의 원소가 방출한 것으로 제안되었고, 잠정적으로 코로늄이라고 명명되었다.
이 추정되는 원소는 1898년 라파엘로 나시니가 이끄는 이탈리아 화학자 팀에 의해 베수비오산에서 방출되는 가스에서도 발견된 것으로 알려졌다. 나시니는 스펙트럼의 사진 기록이 없었으며, 이 관측은 미확인으로 간주되었다.
1902년, 드미트리 멘델레예프는 자신의 주기율표에 기반한 새로운 원소에 대한 유명한 예측을 한 지 30여 년이 지나고 다양한 비활성 기체의 발견 직후, 수소보다 원자량이 작은 두 가지 비활성 기체가 존재한다고 가설을 세웠다. 그가 "원소 x" 또는 "뉴토늄"이라고 불렀던 첫 번째는 광전 에테르에 대한 화학적 설명을 시도한 것이었다. 그는 이것이 원자량 0.14를 가진다고 주장했다. 그가 "원소 y" 또는 코로늄이라고 불렀던 두 번째는 태양에서 나오는 녹색 방출선을 설명하려는 시도였다. 그는 이것이 원자량 0.4를 가진다고 주장했다.
발터 그로트리안과 벵트 에들렌이 530.3 nm의 스펙트럼 선이 고도로 이온화된 철 (Fe13+)에 의한 것임을 발견한 것은 1930년대가 되어서였다. 코로나 스펙트럼의 다른 특이한 선들도 니켈과 같은 고전하 이온에 의해 발생했으며, 높은 이온화는 태양 코로나의 극심한 온도 때문이었다. 530.3 nm의 선은 이전에 철선 번호 1474로 잘못 분류되었다.

## 같이 보기
- 헬륨
- 네불륨
- 분광학

## 추가 자료
- Claridge, George C. (1937). 《Coronium》. 《Journal of the Royal Astronomical Society of Canada》 31. 337–346쪽. Bibcode:1937JRASC..31..337C.